# Remilly-en-Montagne
 Remilly-en-Montagne  es una población y comuna francesa, en la región de Borgoña, departamento de Côte-d'Or, en el distrito de Dijon y cantón de Sombernon.

## Demografía
| 112 | 104 | 90 | 70 | 93 | 106 |
| Para los censos de 1962 a 1999 la población legal corresponde a la población sin duplicidades (Fuente: INSEE [Consultar]) |     |    |    |    |     |